# Robert Howard Lord

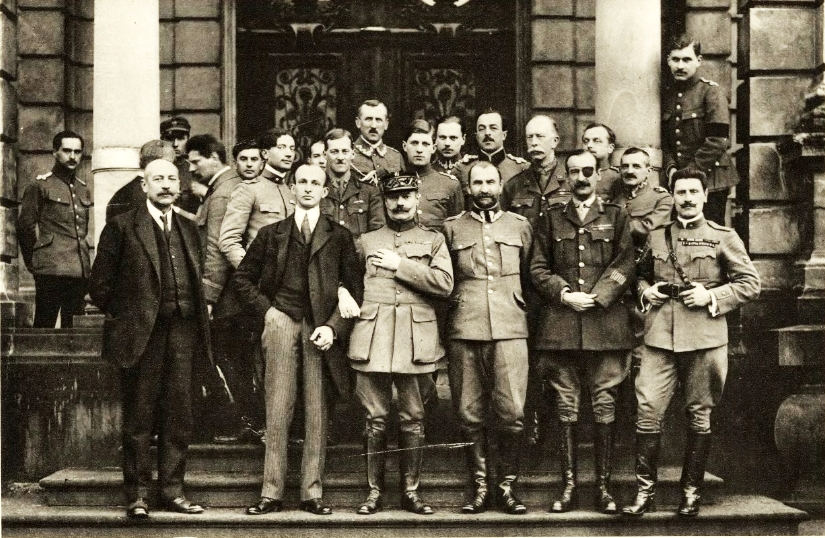
Misja aliancka we Lwowie, luty 1919. Od lewej: Stanisław Wańkowicz, Robert Lord, gen. Joseph Barthelemy, gen. Tadeusz Rozwadowski, gen. Adrian Carton de Wiart, mjr Giuseppe Stabile

Robert Howard Lord (ur. 20 lipca 1885 w Plano w stanie Illinois, zm. 22 maja 1954 w Brighton w stanie Massachusetts) – amerykański historyk, duchowny katolicki.
Był synem lekarza Franka Howarda Lorda. W latach 1903–1908 studiował historię na Harvard University i Northwestern University. Jego opiekunem naukowym i promotorem był Archibald Cary Coolidge, wieloletni redaktor naczelny pisma „Foreign Affairs”. W latach 1908–1910 Lord odbył podróż do Europy, gdzie uzupełniał studia nad historią Polski i Rosji oraz zbierał materiały archiwalne do swojej pracy doktorskiej. Przebywał w Wiedniu, Berlinie, Petersburgu i w Moskwie, odwiedził Warszawę i Lwów. W 1910 na Harvard University przedstawił swoją pracę doktorską Austrian policy and the Second Partition of Poland. Został wykładowcą historii nowożytnej Europy na tym uniwersytecie, mianowany assistant-professor. W 1915 jego praca The Second Partition of Poland. A Study in Diplomatic History została wydana jako XXIII tom Harvard Historical Studies. 20 grudnia 1915 został profesorem Uniwersytetu Harvarda.
Rozpoczął pionierskie badania nad syntezą historii dyplomatycznej II rozbioru Polski. W swej pracy Lord korzystał z wielu źródeł archiwalnych przechowywanych w archiwach państw rozbiorczych. Był jedynym badaczem historii Polski, który został dopuszczony do tajnych materiałów dyplomacji Imperium Rosyjskiego, wyjaśniających genezę II rozbioru. Był pierwszym i ostatnim przed Zofią Zielińską i Adamem Danilczykiem historykiem, który mógł korzystać z rosyjskich źródeł archiwalnych dotyczących polityki Petersburga wobec Rzeczypospolitej w latach 1787-1793.
Lord doszedł do wniosku, że II rozbiór był logiczną kontynuacją imperialnej polityki rosyjskiej, nie został Rosji narzucony przez Królestwo Prus, a przymierze polsko-pruskie mogło sprzyjać odbudowie pozycji międzynarodowej Rzeczypospolitej, gdyby nie niekorzystna zmiana stosunków międzynarodowych.
1 maja 1918 Lord został kierownikiem sekcji amerykańskich ekspertów do spraw wschodnich na przyszłą konferencję pokojową. 30 listopada 1918 został powołany w skład delegacji USA na paryską konferencję pokojową jako doradca w sprawach Rosji i Polski. W czasie konferencji wersalskiej wywierał wpływ na prezydenta Woodrowa Wilsona, podnosząc, że odbudowa państwa polskiego jest naprawą największej zbrodni politycznej, jaką znała Europa, przywróceniem zasady sprawiedliwości w stosunkach międzynarodowych. Utrzymywał, że państwo polskie powinno być odbudowane w swoich granicach historycznych, a nie etnicznych. 28 stycznia 1919 wszedł w skład komisji do zbadania sytuacji w Polsce i na spornych terytoriach granicznych. Zasiadał we Wspólnej Komisji do spraw polskich i czechosłowackich oraz w podkomisji do spraw rejonu cieszyńskiego i przyszłej wschodniej granicy Polski.
W 1921 wybrany został na członka korespondenta Polskiej Akademii Umiejętności, otrzymał doktorat honoris causa Uniwersytetu Jana Kazimierza we Lwowie. W 1924 awansowany został do najwyższej rangi profesorskiej (full-professor) na Harvard University. W 1924 wydał Genezę wojny francusko-pruskiej 1870 roku. Praca oparta na analizie m.in. 235 depesz dyplomatycznych z krytycznych dni 4-15 lipca 1870 i licznych nowo ujawnionych dokumentów z archiwów Berlina, Wiednia i Madrytu ostatecznie wyjaśniła kwestię tzw. depeszy emskiej – bezpośredniej przyczyny wypowiedzenia przez Francję wojny Prusom. Opublikował również rozprawę o polityce Bismarcka wobec Rosji w czasie powstania styczniowego poświęconą przede wszystkim konwencji Alvenslebena i studium o III rozbiorze Polski.
W 1920 przeszedł na katolicyzm, w 1922 został przewodniczącym American Catholic Historical Association. W 1926 zrezygnował z pracy na uniwersytecie i wstąpił do katolickiego seminarium duchownego w Brighton. W 1929 przyjął święcenia kapłańskie. W 1930 został profesorem historii w seminarium duchownym w Brighton. W 1944 został proboszczem w Wellesley w stanie Massachusetts. W 1950 papież Pius XII mianował go prałatem.
Pochowany na Holyhood Cemetery w Bostonie.